# Ningning
Dans ce nom chinois, le nom de famille, Ning, précède le nom personnel Yizhuo.
Ning Yizhuo (chinois simplifié : 宁艺卓 ; pinyin : Níng Yìzhuó) dite Ningning, née le 23 octobre 2002 à Harbin, est une chanteuse chinoise, membre du groupe Aespa ayant débuté en 2020.

## Biographie

### Jeunesse et formation
Elle est née le 23 octobre 2002 à Harbin. Elle est diplômée de l'école secondaire de l'Université normale de Harbin et l'Académie de musique contemporaine de Pékin (zh).

### Carrière
Le 28 octobre 2020, après quatre ans de formation, elle été révélée comme le troisième membre d'Aespa.

### Approbations
Le 8 février 2024, elle est devenue l'ambassadrice de Versace.
En novembre, elle joue dans une vidéo de campagne.

## Discographie

### Singles
- 2023 : WYA (avec Jay Park)